# Putschversuch in Niger 2021
Ein Putschversuch im Niger ereignete sich am 31. März 2021 gegen 3 Uhr Ortszeit, zwei Tage vor der Amtseinführung des gewählten Präsidenten Mohamed Bazoum, als Schüsse in der Hauptstadt Niamey zu hören waren.
Der Putschversuch wurde von Teilen des Militärs geplant und einer Luftwaffeneinheit zugeschrieben, die im Bereich des Flughafens Niamey stationiert war. Der mutmaßliche Anführer der Verschwörung war Sani Saley Gourouza, der für die Sicherheit am Stützpunkt der Einheit verantwortlich war. Nachdem der Putschversuch gescheitert war, wurden die Täter festgenommen.

## Kontext
Der Putschversuch fand statt, als Niger sich in einer Phase ausgeprägtem Terrorismus und interethnischer Gewalt befand und die Sahelländer im Rahmen der Operation Barkhane französische Hilfe gegen Terroristen erhielten. Besonders hervorzuheben ist hierbei das Massaker in Tilia, bei dem dschihadistische Gruppen etwas mehr als eine Woche vor dem Putsch in einem Dorf im Westen Nigers 137 Todesopfer forderten. Der Putschversuch fand außerdem kurz vor einer friedlichen, demokratischen Machtübergabe statt, eine Seltenheit im von Konflikten und zahlreichen Putschen geprägten Land. Die Vereidigung des neuen Präsidenten Mohamed Bazoum sollte zwei Tage nach dem Putschversuch erfolgen. Allerdings focht der Gegner und Ex-Präsident Mahamane Ousmane das Wahlergebnis an und legte beim Verfassungsgericht Berufung ein, die jedoch abgewiesen wurde. Im Vorjahr gab es in Mali einen Putsch, die ganze Region wird regelmäßig von Putschen destabilisiert.

## Verlauf
Laut Cyril Payen von France 24 war „eine halbe Stunde lang schweres Waffenfeuer im Bereich des Präsidentenpalastes zu hören. Doch die Präsidentengarde wehrte diesen Angriff ab und die Situation scheint unter Kontrolle gekommen zu sein“ und der Lärm weckte die Bewohner Niameys. Die Mehrheit der Täter wurde von der Regierung festgenommen, aber einige, darunter der Anführer des Putschversuchs Sani Saley Gourouza, sind immer noch auf freiem Fuß.

## Reaktionen
Der nigerianische Präsident Muhammadu Buhari bezeichnete die Vorgänge als „naiv und altmodisch“. Die Präsidenten der Afrikanischen Union und der Wirtschaftsgemeinschaft Westafrikanischer Staaten verurteilten den Putschversuch. Auch einige Nachbarländer, wie der Tschad und Algerien, verurteilten den Putschversuch.